# Aloe ahmarensis
Aloe ahmarensis (укр. Алое ахмарензис, Алое ахмарське)  — сукулентна рослина роду алое.

## Етимологія
Видова назва походить від місця зростання Аль-Ахмар в Ємені.

## Місця зростання
Росте в Ємені, поблизу Аль-Ахмара, на висоті близько 500 м над рівнем моря. Ендемічна рослина Ємену.

## Умови зростання
Посухостійка рослина. Мінімальна температура — + 10 °C. Надає перевагу сонячним місцям або легкій тіні.